# (15739) Matsukuma
(15739) Matsukuma est un astéroïde de la ceinture principale.

## Description
(15739) Matsukuma est un astéroïde de la ceinture principale. Il fut découvert le 9 mars 1991 à Geisei par Tsutomu Seki. Il présente une orbite caractérisée par un demi-grand axe de 2,51 UA, une excentricité de 0,08 et une inclinaison de 8,0° par rapport à l'écliptique.

## Compléments